# Couvent des chanoinesses de Saint-Augustin
 (janvier 2017).
Si vous disposez d'ouvrages ou d'articles de référence ou si vous connaissez des sites web de qualité traitant du thème abordé ici, merci de compléter l'article en donnant les références utiles à sa vérifiabilité et en les liant à la section « Notes et références ».
Depuis 1640, les chanoinesses de St Augustin de la victoire de Lépante s'étaient installées dans un couvent dont l'entrée se trouvait au niveau de l'actuel 35 rue de Picpus. 

## Histoire
Fermé et confisqué en mai 1792 à la suite du décret de l’Assemblée nationale supprimant les ordres religieux et religieuses, il est loué au citoyen Riédain qui sous-loue une partie du domaine à Coignard. En juin 1794 une première fosse est creusée, puis une autre et enfin une troisième dans le grand parc. Les cimetières des guillotinés étant pleins, il faut trouver un autre endroit.
Du 14 juin 1794 au 27 juillet 1794, 1 306 personnes sont guillotinées place du Trône-Renversé. Elles sont toutes mises dans ces nouvelles fosses.
Leurs noms sont gravés sur deux plaques de marbre accrochées près du chœur de la chapelle Notre-Dame de la Paix située à l’entrée du cimetière ; c'est-à-dire à l'endroit de l'ancien couvent.